# Corsica (Pennsilvània)
Corsica és una població dels Estats Units a l'estat de Pennsilvània. Segons el cens del 2000 tenia 354 habitants.

## Demografia
Segons el cens del 2000, Corsica tenia 354 habitants, 145 habitatges, i 94 famílies. La densitat de població era de 290,8 habitants per quilòmetre quadrat.
Dels 145 habitatges en un 30,3% hi vivien nens de menys de 18 anys, en un 55,2% hi vivien parelles casades, en un 4,8% dones solteres, i en un 34,5% no eren unitats familiars. En el 30,3% dels habitatges hi vivien persones soles l'11,7% de les quals corresponia a persones de 65 anys o més que vivien soles. El nombre mitjà de persones vivint en cada habitatge era de 2,44 i el nombre mitjà de persones que vivien en cada família era de 3,08.
Per edats la població es repartia de la següent manera: un 26,6% tenia menys de 18 anys, un 11% entre 18 i 24, un 28% entre 25 i 44, un 20,3% de 45 a 60 i un 14,1% 65 anys o més.
L'edat mediana era de 34 anys. Per cada 100 dones de 18 o més anys hi havia 101,6 homes.
La renda mediana per habitatge era de 30.625 $ i la renda mediana per família de 38.438 $. Els homes tenien una renda mediana de 27.813 $ mentre que les dones 18.125 $. La renda per capita de la població era de 13.752 $. Entorn del 7,1% de les famílies i l'11% de la població estaven per davall del llindar de pobresa.

## Poblacions properes
El següent diagrama mostra les poblacions més properes.